# L'Assumpció de Pachuca

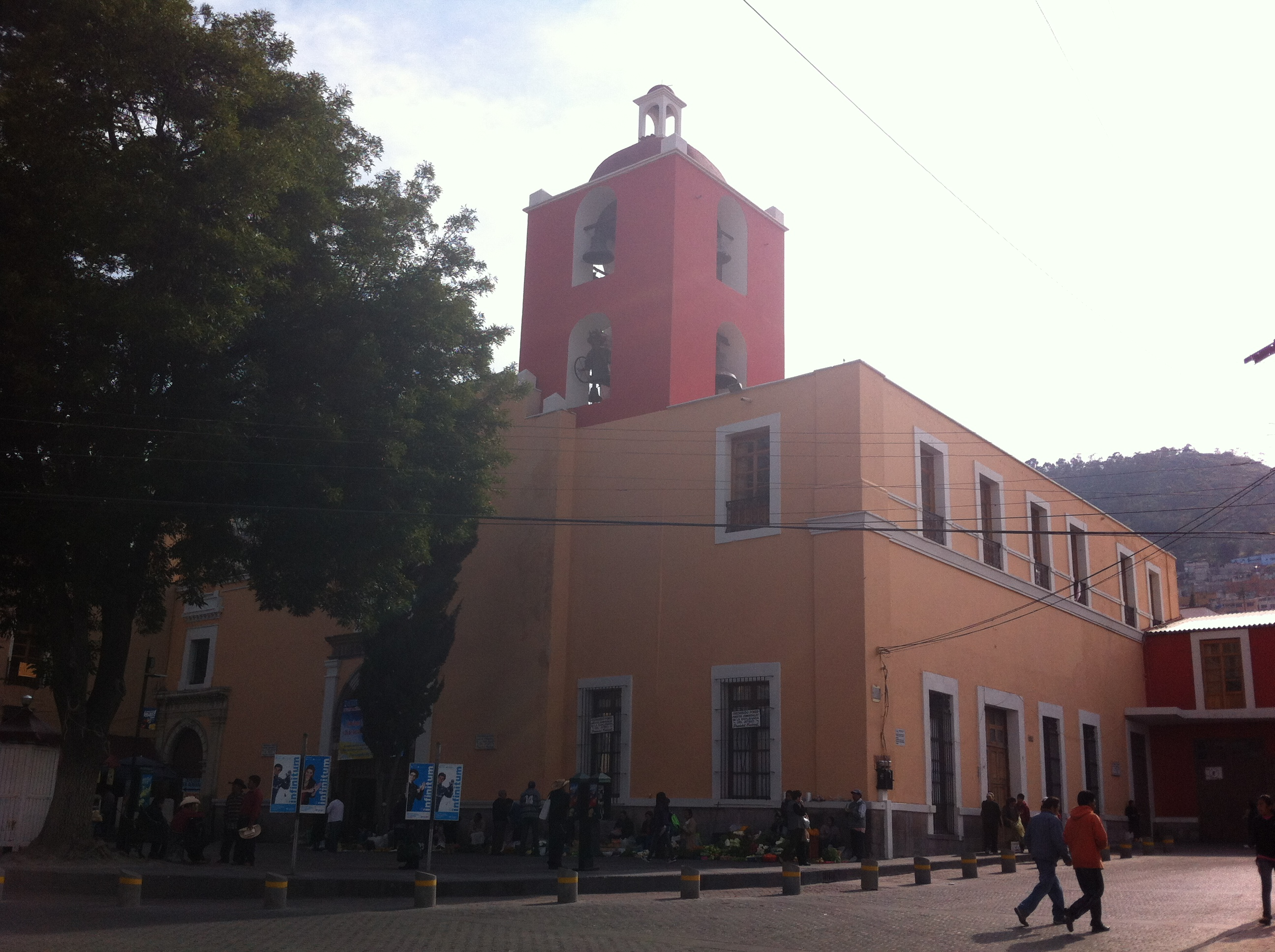
Parròquia de l'Assumpció (Pachuca).

La Parròquia de l'Assumpció, és una parròquia situada a la ciutat de Pachuca de Soto, a l'estat d'Hidalgo Mèxic.
És considerada una de les principals construccions de la ciutat, així com una de les edificacions religioses més importants de la ciutat. Es troba dins del Centre històric de Pachuca de Soto, a un costat de la Plaça de la Constitució.

## Història

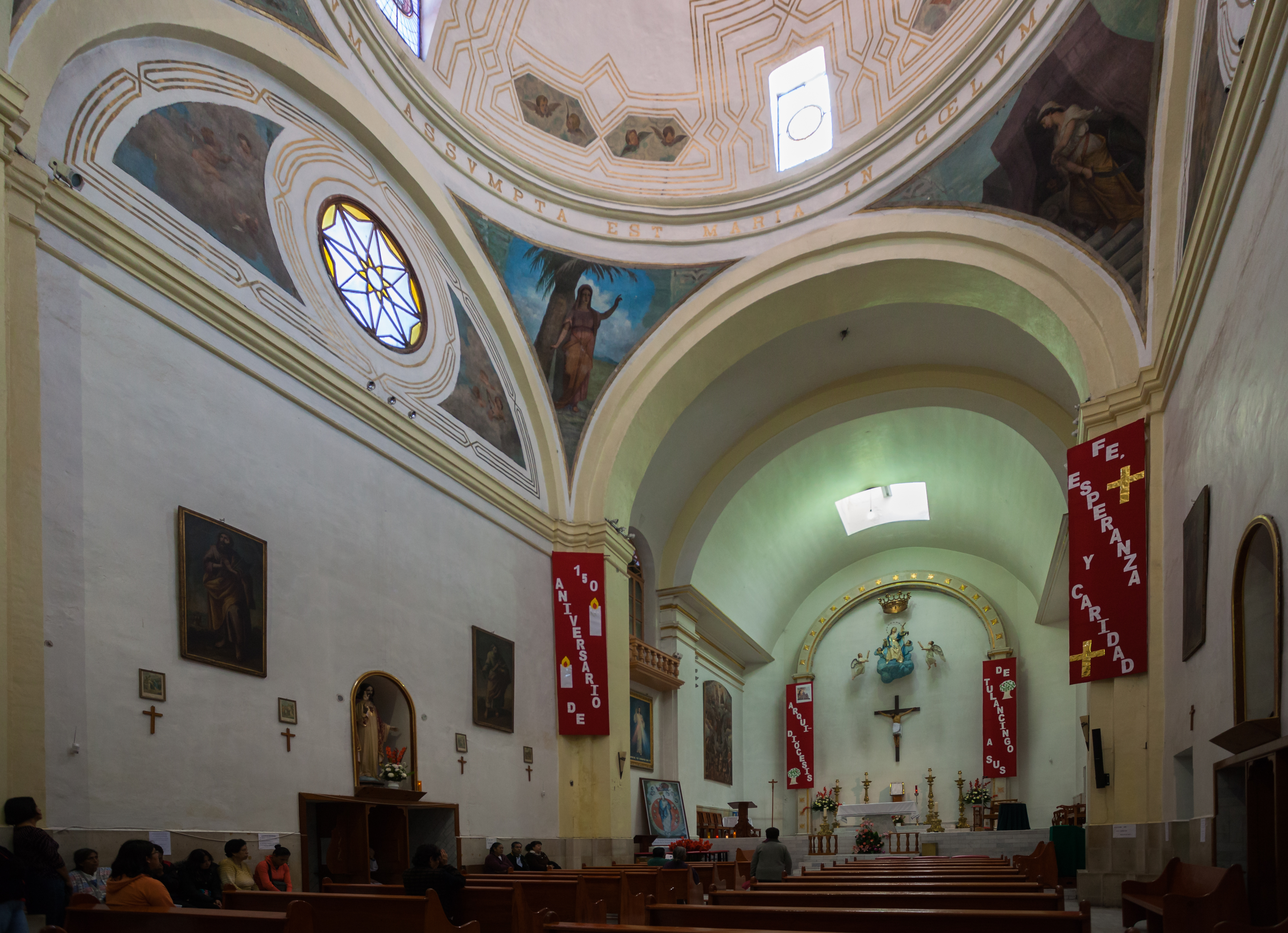
Interior del temple

Per les dades que es coneixen, l'evangelització de Pachuca va correspondre, en principi, a missions franciscanes, procedents de Tulancingo i Tepeapulco, qui van formalitzar la seva presència cap a 1528. Per la informació que va proporcionar el sacerdot Francisco Ruiz en 1569, la més antiga construcció religiosa realitzada en aquesta regió va ser una petita ermita dedicada a l'advocació de Santa María Magdalena, edificada en 1534 en terrenys de la república d'indis de Pachuca, situada en l'avui població de Pachuquilla. El culte a La nostra Senyora de l'Asunción es va anar generalitzant entre els pobladors miners, els qui la van adoptar com a patrona.
A mitjan segle xvi es va iniciar la construcció d'un modest temple, fet d'una sola nau, dedicat a La nostra Senyora de l'Asunción, realitzat amb parets de tova i sostre de tejamanil, el qual va ser conclòs en 1553 i erigit en parròquia l'any 1560. En els primers anys i a causa de la poca feligresía, els serveis religiosos van ser realitzats per sacerdots itinerants del clergat secular, la arquidiócesis de Mèxic va ordenar cap a 1566, el nomenament d'un capellà beneficiat de planta, corresponent a Francisco Ruiz, a causa de l'important nombre de parlants de llengua otomí, a principis de 1575 es nomena sacerdot Pedro de Salamanca qui, era coneixedor d'ambdues llengües.
La construcció, es va enfonsar el 1647, sent capellans de la mateixa els Preveres Jerónimo Castañeda i Francisco de la Creu, iniciant-se immediatament els treballs de la seva reedificació, els treballs van durar 72 anys, i va ser totalment acabada el 1719, encara que durant aquest període, els serveis religiosos es van celebrar mitjançant altars improvisats en diversos llocs de la construcció. Les obres en el seu interior van continuar fins a 1784.
En 1799 el capellà Mariano Matamoros és assignat vicari de la Parròquia; la presència de Matamoros va des del 4 d'abril de 1799 fins al 10 de novembre de 1801, i va estar sota les ordres de Mariano Iturría Ipazaguirre.
El 1861, a partir de l'aplicació de les Lleis de Reforma, el temple va ser seccionat i venudes diverses porcions considerades superiors a les necessitats de culte; l'ala nord es va alienar a favor del miner Benito Arellano, qui al seu torn, la va lliurar al prestador polonès, Francisco Lambert, la mort del qual i per no haver formulat testament ni tenir descendents, va passar a les mans del govern estatal.
Pel que fa a la Parròquia de l'Assumpció el 1865, va ser elevada a la categoria de rectoria forana de la jurisdicció de Pachuca, dignitat amb la qual va passar a formar part de la Arquidiócesis de Tulancingo, que es va annexar en 1905. Fins aleshores, formava part de la Arquidiócesis de Mèxic. Entre 1909 i 1920 a l'administració del sacerdot Rafael León es van canviar els finestrals rectangulars de la nau principal, per altres circulars; es va construir la segona planta del curato, i es va retallar la torre del seu campanar.
Sent ocupada com a seu de l'executiu estatal, fins a 1943, en què es va transformar en Cambra de diputats. En 1957, es van establir en aquest lloc diverses oficines públiques, fins que el 1970, és ocupada per la Presidència Municipal de Pachuca, finalment, l'edifici va ser cedit a la Companyia Real de la Muntanya i Pachuca i en mans de l'Institut Mexicà del Segur Social qui va establir aquí la seva Delegació Metropolitana.
A partir de 1965, durant l'estada de monsenyor Enrique Salazar i Salazar, es va reposar l'altura de la torre i es va intentar reacomodar l'altar principal, col·locant-lo al centre de la nau, a l'altura del creuer central. Es va decorar la nau del temple amb pintures de l'artista itzmiquilpense Jesús Becerril, que van ser retirades el 1974, ja en el període del rector Antonio Licea, quan es va reposar l'altar principal en la testera orienti.

## Arquitectura
La seva façana es compon de dos parts, una d'elles presenta una finestra coral i un nínxol rematat per un frontó, l'altre té l'entrada al temple amb arc de mig punt franquejat per dues pilastres i un arquitrau barroc.

### Altar principal
A l'interior es va concloure el retaule de l'altar principal d'estil barroc, en el qual van ser tallades 20 imatges de sants capellans: "Sants Lli, Dámaso, Clement, Aniceto, Carlos Borromeo, Ascanio, Fulco, Hipòlit, Natal, Juan Jorge Gilaber, Sebastián de Villoslada, Leonardo, Emiliano i Lucio; els B.B. Enrique guareix de Atlatlacumba, Jacobo Vitriaco, Argentoli, Mateo de França, Antonio de Santa María i Roque González. Aquest retaule va ser demolit en la segona meitat del segle xix, per edificar en el seu lloc, un altar neoclàssic que va ser modificat el 1964. El 1975 va tornar a ser posat amb diversos canvis.